# Bácor
Bácor es una localidad española de la entidad local autónoma de Bácor-Olivar, en el municipio de Guadix, situada en la parte nororiental de la comarca accitana, provincia de Granada, comunidad autónoma de Andalucía. A nueve kilómetros del límite con la provincia de Jaén, cerca de esta localidad se encuentran los núcleos de Olivar, Poblado del Negratín y Freila.

## Cultura

### Fiestas
Durante las fiestas patronales de Bácor se celebra la función de moros y cristianos, como en buena parte del resto del Levante peninsular. El principal protagonista es el santo patrón de la localidad —San Bernabé—, que es solicitado primero y luego conquistado por los moros en la primera parte de la función, hasta que es rescatado por los cristianos en la segunda parte.
Los personajes principales de cada bando son rey, general, embajador y espía. Las tropas, están integradas por jóvenes y niños, pero con importante participación de personas mayores. La indumentaria se caracteriza por la ausencia de riqueza, libertad en la decoración y algunos importantes anacronismos. En los texto siempre figura la queja de los moros por su expulsión de España y bravatas de ambos bandos.

### Costumbres
En Bácor es costumbre celebrar cada 3 de febrero el día de las merendetas, en el que la gente del pueblo sale al campo para pasar el día.